# Edward Burns
Pour les articles homonymes, voir Burns.
Edward Burns est un acteur, réalisateur, producteur et scénariste américain, né le 29 janvier 1968 à Woodside dans le Queens.

## Biographie

### Vie privée
Il est marié au mannequin Christy Turlington depuis 2003. Ils ont deux enfants, Grace (2003) et Finn (2006).

## Filmographie

### Cinéma

#### Acteur
- 1995 : Les Frères McMullen (The Brothers McMullen) d'Edward Burns : Barry / Finbar McMullen
- 1996 : Petits Mensonges entre frères (She's the One) d'Edward Burns : Mickey Fitzpatrick
- 1998 : Quitte ou double (No Looking Back) d'Edward Burns : Charlie Ryan
- 1998 : Il faut sauver le soldat Ryan (Saving Private Ryan) de Steven Spielberg : Pvt. Richard Reiben
- 2001 : 15 Minutes de John Herzfeld : Jordy Warsaw
- 2001 : Rencontres à Manhattan (Sidewalks of New York) d'Edward Burns : Thomas "Tommy" Reilly
- 2002 : Lethargy de David Gelb (en) et Joshua Safdie : l'employé de la boutique
- 2002 : 7 jours et une vie (Life or Something Like It) de Stephen Herek : Pete
- 2002 : Ash Wednesday, le mercredi des cendres (Ash Wednesday) d'Edward Burns : Francis Sullivan
- 2003 : Confidence de James Foley : Jake Vig
- 2004 : Looking for Kitty (en) d'Edward Burns : Jack Stanton
- 2005 : Un coup de tonnerre (A Sound of Thunder) de Peter Hyams : Travis Ryer
- 2005 : The River King (en) de Nick Willing : Abel Grey
- 2006 : Petit mariage entre amis (en)(The Groomsmen) d'Edward Burns : Paulie
- 2006 : The Holiday de Nancy Meyers : Ethan
- 2007 : Just You (en) (Purple Violets) d'Edward Burns : Michael Murphy
- 2008 : 27 robes (27 Dresses) d'Anne Fletcher : Georges, le patron de Jane
- 2008 : One missed call d'Éric Valette : inspecteur Jack Andrews
- 2009 : Conspiracy (Echelon Conspiracy) de Greg Marcks : John Reed
- 2012 : Dos au mur (Man on a Ledge) d'Asger Leth : Jack Dougherty
- 2012 : Friends with Kids de Jennifer Westfeldt : Kurt
- 2012 : Alex Cross de Rob Cohen : Tommy Kane
- 2019 : Sous le ciel bleu des banlieues (en) d'Edward Burns : Jim
- 2025 : Millers in Marriage d'Edward Burns : Andy Miller

#### Producteur
- 1995 : Les Frères McMullen (The Brothers McMullen)
- 1996 : Petits Mensonges entre frères (She's the One)
- 1998 : Quitte ou double (No Looking Back)
- 2001 : Rencontres à Manhattan (Sidewalks of New York)
- 2002 : Ash Wednesday, le mercredi des cendres
- 2006 : Petit mariage entre amis (en) (The Groomsmen)
- 2007 : Just You (en) (Purple Violets)
- 2010 : Nice Guy Johnny (en)
- 2011 : Newlyweds (en)
- 2012 : The Fitzgerald Family Christmas (en)
- 2025 : Millers in Marriage

#### Réalisateur
- 1995 : Les Frères McMullen (The Brothers McMullen)
- 1996 : Petits Mensonges entre frères (She's the One)
- 1998 : Quitte ou double (No Looking Back)
- 2001 : Rencontres à Manhattan (Sidewalks of New York)
- 2001 : The Concert for New York City (programme télévisé, segment Lovely Day)
- 2002 : Ash Wednesday, le mercredi des cendres (Ash Wednesday)
- 2004 : Looking for Kitty (en)
- 2006 : Petit mariage entre amis (en) (The Groomsmen)
- 2007 : Just You (en) (Purple Violets)
- 2010 : Nice Guy Johnny (en)
- 2011 : Newlyweds (en)
- 2012 : The Fitzgerald Family Christmas (en)
- 2018 : Summer Days, Summer Nights (en)
- 2019 : Sous le ciel bleu des banlieues (en) (Beneath the Blue Suburbian Skies)
- 2025 : Millers in Marriage

#### Scénariste
- 1995 : Les Frères McMullen (The Brothers McMullen)
- 1996 : Petits Mensonges entre frères (She's the One)
- 1998 : Quitte ou double (No Looking Back)
- 2001 : Rencontres à Manhattan (Sidewalks of New York)
- 2002 : Ash Wednesday, le mercredi des cendres
- 2004 : Looking for Kitty (en)
- 2004 : Le Vol du Phœnix (Flight of the Phoenix) de John Moore
- 2006 : Petit mariage entre amis (en) (The Groomsmen)
- 2007 : Just You (en) (Purple Violets)
- 2009 : The Lynch Pin
- 2010 : Nice Guy Johnny (en)
- 2011 : Newlyweds (en)
- 2012 : The Fitzgerald Family Christmas (en)
- 2025 : Millers in Marriage

### Télévision

#### Séries télévisées
- 2005 : Will et Grace : Nick (saison 7)
- 2006 : Entourage : lui-même (saison 3)
- 2009 : The Lynch Pin (série télévisée)
- 2013 : Mob City : Siegler
- 2015 : Public Morals (en) (acteur, réalisateur, scénariste, producteur)
- 2021-2022 : Bridge and Tunnel (en) (série télévisée), douze épisodes

## Voix françaises
En France
| - Patrick Mancini dans : - Un coup de tonnerre - Conspiracy - Mob City (série télévisée) - Damien Boisseau dans : - The River King (en) - The Holiday - Just You (en) - Thierry Ragueneau dans : - Dos au mur - Friends with Kids - Alex Cross | - Jean-Philippe Puymartin dans : - 15 Minutes - Confidence - Boris Rehlinger dans : - 27 Robes - Millers in Marriage Et aussi - Olivier Cuvellier dans Petits Mensonges entre frères - Ludovic Baugin dans Il faut sauver le soldat Ryan - Arnaud Arbessier dans 7 jours et une vie - Fabrice Lelyon dans Ash Wednesday, le mercredi des cendres - Éric Aubrahn dans Will et Grace (série télévisée) - Jérôme Pauwels dans Entourage (série télévisée) |

Au Québec